# Гжегож Палька
Гжегож Вінценти Палька (пол. Grzegorz Wincenty Palka; 8 травня 1950, Лодзь — 12 липня 1996, Злотники, Лодзинське воєводство) — польський політик, діяч профспілкового руху та місцевого самоврядування, лідер профспілки Солідарність у Лодзі. Активіст антикомуністичної опозиції у ПНР. Інтерновано, потім заарештовано під час воєнного стану, звільнений за амністією. У Третій Речі Посполитій — мер Лодзі у 1990—1994 роках, голова міської ради Лодзі у 1994—1996 роках, один із засновників Християнсько-національного об'єднання.

## Організатор лодзинської «Солідарності»
Народився у сім'ї лодзинської інтелігенції. У 1976 році закінчив хімічний факультет Лодзинської політехніки. Працював науковим співробітником Інституту барвників й Інституту хімічних волокон.
Гжегож Палька дотримувався антикомуністичних поглядів, був прихильний до польського націонал-патріотизму та католицького соціального вчення. Брав активну участь у страйковому русі 1980 року. Очолював страйковий комітет Лодзинської політехніки. Саме в його будинку засновано лодзинську організацію незалежної профспілки Солідарність і розташовано першу штаб-квартиру регіонального профцентру.

## Активіст незалежної профспілки

### У керівництві профцентру
На чолі лодзинської «Солідарності» стояли транспортний робітник Анджей Словик, економіст Єжи Кропивницький і хімік-технолог Гжегож Палька. У Лодзі профспілка спиралася насамперед на колективи текстильних і транспортних підприємств. Профцентр займав жорстку позицію у протистоянні з урядущою компартією ПОРП, організовував масові акції протесту, страйки, вуличні ходи. Палька зараховувався до радикально антикомуністичних «фундаменталістів „Солідарності“» — поряд з такими діячами, як Анджей Гвязда, Ян Рулевський, Мар'ян Юрчик, Анджей Розплоховський, Северин Яворський. Ідеологічно він дотримувався соціального католицизму та християнської демократії.
При цьому Гжегож Палька вважався одним з найінтелігентніших лідерів «Солідарності». Попри радикальну позицію, він відрізнявся діловим підходом, представляв профспілку у переговорах з владою з економічних питань. Був заступником голови Лодзинського профцентру Анджея Словика, делегатом І з'їзду «Солідарності» у вересні-жовтні 1981 року. Отримав найбільшу кількість голосів під час виборів Всепольської комісії профспілки. Перебував у президію Всепольської комісії. Користувався у Лодзі великою популярністю, особливо серед робітників, інтелігенції та молоді. На виборах голови «Солідарності» підтримав Леха Валенсу.
3 грудня 1981 року Палька брав участь у Радомському засіданні президії та підтримав Радомську платформу — вимога до влади ПНР публічно відмовитися від надзвичайних заходів або оголошення «Солідарністю» загальної страйкової готовності. 11—12 грудня займав ту саму позицію на засіданні Всепольської комісії у Гданську.

### Інтернування: «один з одинадцяти»
13 грудня 1981 року у Польщі введено воєнний стан. Встановилося військово-партійне правління WRON і неформальної «Директорії» генерала Ярузельського. «Солідарність» заборонено (спочатку фактично, згодом законодавчо), протести придушено, тисячі профспілкових активістів інтерновано. У Лодзі підрозділ ЗОМО захопив штаб-квартиру профцентру та розігнав акцію протесту. Гжегожа Пальку схоплено у Гданську агентами держбезпеки. Протягом року Палька утримувався у таборах інтернування — спочатку у Стшебелінеку (Гданське воєводство), потім у Бялоленці (Варшава).
22 грудня 1982 року Гжегожа Пальку заарештовано й ув'язнено у варшавській в'язниці Мокотув. Влада готувала показовий «процес одинадцяти» над радикальними активістами «Солідарності» та лідерами КОС-КОР. Передбачалося залучити до суду Анджея Гвязду, Яна Рулевського, Мар'яна Юрчика, Северина Яворського, Анджея Розплоховського, Яцека Куроня, Адама Міхніка, Кароля Модзелевського, Генрика Вуєця, Збіґнєва Ромашевського та Гжегожа Пальку. Вони звинувачувались у «діях, спрямованих на силову зміну ладу шляхом повалення конституційних органів влади». Підставою став аудіозапис, таємно зроблений сексотом держбезпеки на нараді з Радомської платформи. Підпільна «Солідарність» випустила серію поштових марок з зображеннями політв'язнів, зокрема Гжегожа Пальки.

### Відновлення профспілки
Після скасування воєнного стану влада ПНР віддала перевагу відмовитися від показового процесу. У липні 1984 року обвинувачені, зокрема Палька, звільнено за амністією. Усі вони відмовилися від пропозиції емігрувати.
Гжегож Палька брав активну участь у відтворенні лодзинської «Солідарності». 8 жовтня 1986 року разом з Анджеєм Словиком, Єжи Кропивницьким та Казімежем Беднарським відкрито заснував президію регіонального профцентру. У квітні 1987 року — співзасновник робочої групи Всепольської комісії; виступав за відновлення органу у складі 1981 року, і цьому розходився з Валенсою. Через рік, у березні 1988 року, разом зі Словиком і Кропивницьким заснував підпільну Лодзинську регіональну комісію «Солідарності» (альтернативну аналогічному органу на чолі з Єжи Длужневським і Ришардом Костшевим.

## Політик і мер Лодзі
Страйковий рух у Польщі 1988 року, Круглий стіл й альтернативні вибори у червні 1989 року кардинально змінили становище у країні. «Солідарність» релегалізовано та фактично прийшла до влади, усунувши ПОРП. Почалося створення нових політичних партій. У жовтні 1989 року Гжегож Палька виступив одним із засновників Християнсько-національного об'єднання (ZChN — права католицька партія, яка успадкувала традиції хадеції й ендеції). На початку 1990 року став одним з організаторів Лодзинського цивільного договору (LPO — регіональна коаліція правоцентристських прихильників Валенси).
LPO здобуло перемогу на місцевих виборах у Лодзі 1990 року. Гжегож Палька став віцепрезидентом міста за президента Вальдемара Богдановича, незабаром його обрали президентом (мером) Лодзі. У 1991 році заснував Союз польських метрополій — об'єднання органів міського самоврядування.
Керівництво Гжегожа Пальки припало на період важких і болісних реформ. Палька докладав зусиль для збереження характерного для Лодзі текстильного кластера в умовах ринкової трансформації, запроваджував соціальні програми допомоги безробітним, впроваджував містобудівні інновації. Підсумки діяльності оцінюються по-різному. Критики покладають на нього відповідальність за промисловий спад у Лодзі та втрату положення «другого міста Польщі». Прихильники вважають, що економічні труднощі мали загальнонаціональний характер і не залежали від міської адміністрації, Палька ж зі свого боку багато зробив для пом'якшення соціальних наслідків і перетворення Лодзі на «привабливіше місто». Особливо підкреслюється його ділова компетентність, вміння організувати командну роботу, знаходити взаємоприйнятні компроміси. В цілому управління Пальки розглядається як ефективне.
У Лодзі базувалася штаб-квартира Християнсько-національного об'єднання. Першим головою партії був Веслав Хшановський, головою парламентського клубу — Стефан Неселовський, лодзинську організацію ZChN очолював Гжегож Палька. Партія виступала за максимальне стимулювання польських виробників і малого бізнесу, соціальні програми, податкові пільги для багатодітних сімей, зміцнення католицьких принципів у суспільстві (заборона абортів, релігійне виховання у школах). До Плану Бальцеровича та «шокової терапії» ZChN ставилося критично, наполягала на більшій соціальній орієнтації. На президентських виборах 1990 року Палька підтримував Леха Валенсу на противагу не тільки кандидату «пост-ПОРП» Влодзімежу Цімошевичу, а й прем'єр-міністру Тадеушу Мазовецькому, голові уряду ліберальних реформ.
На місцевих виборах 1994 року найбільшу кількість голосів у Лодзі отримала «пост-ПОРП». Однак Палька знову виявив політичне мистецтво компромісу: LPO увійшло до коаліції з Унією свободи — партією Мазовецького та підтримала її кандидата Марека Чекальського. У підсумку Чекальський став президентом Лодзі, Палька очолив міську раду.

## Загибель і пам'ять
Вранці 12 липня 1996 року Гжегож Палька перебував за кермом автомобіля, у якому їхав повз селище Злотники (Поддембицький повіт, нині Лодзинське, тоді Серадзьке воєводство). Обганяючи велосипедиста, він не встиг завершити маневр і врізався у зустрічну машину. Гжегож Палька, його син Домінік і друг сина Войцех загинули, дружина Пальки Ядвіга та її подруга Катажина отримали серйозні травми. Похований Гжегож Палька на лодзинському католицькому цвинтарі Доли .
У сучасній Польщі Гжегож Палька відомий як учасник визвольної боротьби, видатний діяч профспілкового та самоврядного руху, національно-католицький політик і компетентний адміністратор. Його називають також «мрійником, який зрадив Лодзь».
У 1990 році президент Польщі у вигнанні Ришард Качоровський нагородив Гжегожа Пальку Лицарським хрестом ордена Відродження Польщі. У 2006 році президент Польщі Лех Качинський посмертно нагородив Пальку Командорським хрестом ордена Відродження Польщі, у 2017 році президент Анджей Дуда — Хрестом Свободи та Солідарності. Національна ліга заснувала нагороду імені Гжегожа Пальки за заслуги у розвитку місцевого самоврядування. Річниці його загибелі відзначаються у Лодзі за участю офіційної влади.
На місці загибелі Гжегожа Пальки та його сина у 2001 році встановлено пам'ятний хрест. У церемонії брали участь понад сто лодзинських політиків, профспілкових і громадських діячів. Єпархіальний єпископ Владислав Зюлек назвав Пальку «людиною совісті». У 2007 році міська рада Лодзі надала ім'я Гжегожа Пальки одній з міських вулиць. За це рішення голосували депутати партій Право та справедливість і Громадянська платформа. Проти виступили представники «пост-ПОРП». Один із них заявив, що «цінить досягнення Пальки як президента Лодзі, але сумнівається, чи мають учасники автомобільних аварій зі смертельним наслідком бути покровителями вулиць».
У 2010 році видано докладний біографічний нарис «Гжегож Палька (1950—1996). Діяч профспілки та самоврядування». Вдова Ядвіга Палька відома в Лодзі як громадська діячка.